# Línea 28 (Avanza Zaragoza)
La línea 28 es una línea regular diurna de Avanza Zaragoza que comprende el recorrido entre el Coso y los barrios rurales de Montañana y Peñaflor. Es la línea diurna más larga de todas las que tiene avanza.
Tiene una frecuencia de 30 minutos.

## Recorrido

### Sentido Peñaflor
Coso , Avenida Puente del Pilar, Avenida Cataluña, Avenida Montañana, Carretera Peñaflor, Avenida Peñaflor

### Sentido Coso
Avenida Peñaflor, Carretera Peñaflor, Avenida Montañana, Carretera Montañana, Avenida Cataluña, Plaza Mozart, Balcón de San Lazaro, Don Jaime I, Coso

## Autobuses asignados
La línea 28 actualmente, dispone de 3 buses.